# Alfonso Calzolari
Alfonso Calzolari (Vergato, província de Bolonya, 30 d'abril de 1887 - Ceriale, 4 de febrer de 1983) va ser un ciclista italià, anomenat Fonso o Fascio di nervi, que fou professional entre 1909 i 1924.
Durant la seva carrera esportiva aconseguí 3 victòries, destacant el Giro d'Itàlia de 1914, considerat el més dur de tota la història: amb cinc etapes de més de 400 quilòmetres; la velocitat mitjana més baixa de totes les edicions disputades, 23,374 km/h i amb la màxima diferència entre el primer i segon classificat, 1 hora, 55 minuts i 26 segons.
El juliol de 1975 fou nomenat Cavaller de l'Orde al mèrit de la República Italiana pels seus mèrits esportius i civils.

## Palmarès
- 1913
  - 1r del Giro de l'Emília
- 1914
  -  1r del Giro d'Itàlia i vencedor d'una etapa

### Resultats al Giro d'Itàlia
- 1912. Abandona (4a etapa)
- 1913. Abandona (1a etapa)
- 1914.  1r de la classificació general. Vencedor d'una etapa
- 1919. Abandona (11a etapa)
- 1920. Abandona (2a etapa)
- 1921. Abandona (3a etapa)